# Dutch Open 2008 - Qualificazioni singolare
Le qualificazioni del singolare  del Dutch Open 2008 sono state un torneo di tennis preliminare per accedere alla fase finale della manifestazione. I vincitori dell'ultimo turno sono entrati di diritto nel tabellone principale. In caso di ritiro di uno o più giocatori aventi diritto a questi sono subentrati i lucky loser, ossia i giocatori che hanno perso nell'ultimo turno ma che avevano una classifica più alta rispetto agli altri partecipanti che avevano comunque perso nel turno finale.
Le qualificazioni del torneo Dutch Open  2008 prevedevano 11 partecipanti di cui 4 sono entrati nel tabellone principale.

## Teste di serie
1. David Marrero (Qualificato)
2. Alberto Brizzi (Qualificato)
3. Denis Macukevič (Qualificato)
4. Igor Sijsling (Qualificato)

1. Rafael Arevalo (ultimo turno)
2. Thomas Schoorel (ultimo turno)
3. Nicolas Tourte (ultimo turno)
4. Rogier Wassen (primo turno)

## Qualificati
1. David Marrero
2. Alberto Brizzi

1. Denis Macukevič
2. Igor Sijsling

## Tabellone

### Legenda
| - Q = Qualificato - WC = Wild card - LL = Lucky loser | - ALT = Alternate - SE = Special Exempt - PR = Protected Ranking | - w/o = Walkover - r = Ritirato - d = Squalificato |

### Sezione 1
|  | Primo turno | Primo turno    | Primo turno | Primo turno | Primo turno |  |  | Ultimo turno | Ultimo turno   | Ultimo turno | Ultimo turno | Ultimo turno |  |
|  |             |                |             |             |             |  |  |              |                |              |              |              |  |
|  |             |                |             |             |             |  |  |              |                |              |              |              |  |
|  |             |                |             |             |             |  |  | 1            | David Marrero  | 7            | 4            | 6            |  |
|  |             | Irakli Labadze | 6           | 64          | 7           |  |  |              | Irakli Labadze | 5            | 6            | 0            |  |
|  | 8           | Rogier Wassen  | 4           | 7           | 5           |  |  |              |                |              |              |              |  |

### Sezione 2
|  | Primo turno | Primo turno          | Primo turno          | Primo turno | Primo turno |  |  | Ultimo turno | Ultimo turno    | Ultimo turno | Ultimo turno | Ultimo turno |  |
|  |             |                      |                      |             |             |  |  |              |                 |              |              |              |  |
|  |             |                      |                      |             |             |  |  |              |                 |              |              |              |  |
|  |             |                      |                      |             |             |  |  | 2            | Alberto Brizzi  | 6            | 1            | 6            |  |
|  | 6           | Thomas Schoorel      | Thomas Schoorel      | 6           | 6           |  |  | 6            | Thomas Schoorel | 3            | 6            | 3            |  |
|  |             | Geert-Jan Van Dijken | Geert-Jan Van Dijken | 0           | 1           |  |  |              |                 |              |              |              |  |

### Sezione 3
|  | Primo turno | Primo turno     | Primo turno | Primo turno | Primo turno |  |  | Ultimo turno | Ultimo turno    | Ultimo turno | Ultimo turno | Ultimo turno |  |
|  |             |                 |             |             |             |  |  |              |                 |              |              |              |  |
|  |             |                 |             |             |             |  |  |              |                 |              |              |              |  |
|  |             |                 |             |             |             |  |  | 3            | Denis Macukevič | 1            | 6            | 6            |  |
|  | 7           | Nicolas Tourte  | 6           | 5           | 6           |  |  | 7            | Nicolas Tourte  | 6            | 2            | 2            |  |
|  |             | Tomasz Bednarek | 4           | 7           | 3           |  |  |              |                 |              |              |              |  |

### Sezione 4
|  | Primo turno | Primo turno | Primo turno | Primo turno | Primo turno |  |  | Ultimo turno | Ultimo turno   | Ultimo turno | Ultimo turno | Ultimo turno |  |
|  |             |             |             |             |             |  |  |              |                |              |              |              |  |
|  |             |             |             |             |             |  |  |              |                |              |              |              |  |
|  |             |             |             |             |             |  |  | 4            | Igor Sijsling  | 6            | 5            | 6            |  |
|  |             |             |             |             |             |  |  | 5            | Rafael Arevalo | 2            | 7            | 4            |  |
|  |             |             |             |             |             |  |  |              |                |              |              |              |  |